# Litsea sandakanensis
Litsea sandakanensis är en lagerväxtart som beskrevs av Elmer Drew Merrill. Litsea sandakanensis ingår i släktet Litsea och familjen lagerväxter. Inga underarter finns listade i Catalogue of Life.